# GOLDEN☆BEST 井上昌己
『GOLDEN☆BEST 井上昌己』（ゴールデン☆ベスト いのうえしょうこ）は、2004年2月25日にユニバーサルミュージック/USM JAPANから発売された、井上昌己のベスト・アルバム。

## 解説
- 各レコード会社から発売されているゴールデン☆ベストシリーズの中の1枚で、井上がトーラスレコード所属時代に発売された音源を収録。
- 1989年のデビュー・シングル「メリー・ローランの島」から1995年「純心」までに発売されたシングル17枚のうち、表題曲16曲を収録。未収録は13thシングル「Merry X'masをあげたい -LAST FOR YOU-」。[1][2]

- 2012年12月5日に廉価盤で再発売された。[3]

## 収録曲
作詞：古賀勝哉／作曲：井上昌己／編曲：京田誠一（特記以外）
1. メリー・ローランの島（4:42）
  - 作曲：杉真理
  - デビュー・シングル。デビュー・アルバム『彼女の島』と同日発売。[4]
2. 瞳 （まなざし）（4:25）
  - 作曲：財津和夫
  - 2ndシングル。アルバム『彼女の島』からのシングルカット
  - ABC・テレビ朝日系『土曜だエブリバディ!』エンディングテーマ
3. YELL! ‐16番目の夏‐（4:28）
  - 作詞：西田昭彦　作曲：佐藤栄介
  - 3rdシングル。ABC・テレビ朝日系『熱闘甲子園』挿入歌
4. 魚座たちの渚（4:28）
  - 作曲：芦沢和則
  - 4thシングル。『Fellow&Steady』からのシングルカット[5]
5. 神様のミステイク（4:36）
  - 作詞：松井五郎　作曲：崎谷健次郎　編曲：松本晃彦
  - 5thシングル。アルバム『matiere』同日発売。
6. Tokyo夏休み（4:37）
  - 作詞：松井五郎　作曲：羽田一郎　編曲：鳥山雄司
  - 6thシングル。アルバム『matiere』からのシングルカット
  - テレビ朝日系『いつか行く旅』エンディングテーマ
7. キッチンで泣いた（4:33）
  - 作曲：石田正人　編曲：岩本正樹
  - 7thシングル。[6]
8. アナザーフェイス（4:20）
  - 作曲：井上昌己・佐藤栄介
  - 8thシングル。ベスト・アルバム『FACE TO FACE』同日発売。
  - 毎日放送・TBS系『今宵はKANKURO』エンディングテーマ。
9. Merry X'masをあげたい（5:50）
  - 9thシングル。[7]
10. 僕がいるから大丈夫（3:59）
  - 編曲：岩本正樹
  - 10thシングル。アルバム『彼女が泣いた夜』同日発売。
  - ABC・テレビ朝日系『新・地球キャッチミー』エンディングテーマ
11. 恋が素敵な理由（5:07）
  - 編曲：佐藤栄介 with POP BEAT
  - 11thシングル。カシオ「SUPER電子手帳Jr」コマーシャルソング[8]
12. 愛の神様 恋の天使（4:58）
  - 編曲：佐藤栄介
  - 12thシングル。同タイトルアルバムの先行シングル。
13. 恋はLiberty ‐Single Version‐（5:09）
  - 14thシングル。[9]
  - トーラク「ジョリィマダムの焼きプリン」CMソング
  - 日本テレビ系『ぐるぐるナインティナイン』エンディングテーマ
14. 愛してるII（5:20）
  - 編曲：佐藤栄介
  - 15thシングル。[10]
15. 悪いひと ‐もうひとつのBitter‐（5:22）
  - 16thシングル。アルバム『Fair Way』からシングルカット[11]
  - 日本テレビ系『どんまい!! SPORTS and Wide』エンディングテーマ
16. 純心（5:09）
  - 17thシングル[12]
  - ABC・テレビ朝日系アニメ『怪盗セイント・テール』エンディングテーマ

## 関連人物
- 松井五郎